# کوئگله
کوئگله (به اسپانیایی: El cuegle) یک هیولا در اساطیر کانتابریا است. این هیولا روی دو پا راه می‌رود و شکل و شمایلی انسان‌گونه دارد. پوستی سیاه، ریشی بلند، موی خاکستری، سه بازو بدون انگشتان دست، پنج ردیف دندان، یک شاخ پیچ‌خورده و سه چشم بر روی سرش به رنگ‌های سبز، قرمز و آبی دارد. با وجود قامت کوچک او، از قدرت بدنی بالایی برخورد است.کوئگله‌ها به دام‌ها حمله می‌کنند. و مشهور به دزدیدن نوزادان از گهواره‌هایشان هستند. می‌توان با قرار دادن چوب درخت بلوط یا برگ‌های خاس کریسمس در گهواره نوزادان، با ایجاد نوعی بلاگردان، نوزادان را از شر کوئگله در امان داشت.
کوئگله می‌تواند آینده را با چشم وسط، حال را با چشم راست و گذشته را با چشم چپ ببیند.